# Seleucus van Seleucia
Seleucus (of Seleukos) van Seleucia (geboren c. 190 v.Chr., fl 150 v.Chr.), ook wel Seleucus van Babylon genoemd, was een Hellenistisch astronoom. Van Seleucus' eigen werk is niets bewaard gebleven maar hij is bekend uit de geschriften van Plutarchus en Strabo.
Seleucus was waarschijnlijk afkomstig uit Seleucia aan de Tigris in Mesopotamië. Strabo noemt hem in boek XVI, hoofdstuk 1.6 van zijn Geographika als een van de Chaldeïsche astronomen, een term die werd gebruikt voor de astronomen uit de streek van het oude Babylonië. Uit de geschriften van Plutarchus is bekend dat Seleucus een aanhanger was van het heliocentrisme van Aristarchus van Samos, die stelde dat de aarde om zijn eigen as draait in één dag, en rond de zon in één jaar. Dit is in tegenstelling met het geocentrisme, dat ervan uitgaat dat de aarde het centrum van het universum is. Volgens Plutarchus was Seleucus de eerste die een bewijs leverde voor het heliocentrisme. De bron zelf is niet bewaard of overgeleverd. Sommige auteurs, onder wie Lucio Russo, stellen dat Seleucus het bewijs leverde op basis van de werking van de getijden, een methode die Galileo Galilei later ook, tevergeefs, toepaste. Volgens Van der Waerden is het waarschijnlijker dat hij het bewijs leverde door het bepalen van astronomische constanten en het daarmee doen van astronomische voorspellingen.
Strabo tekende in Geographika III.5.9 op dat het getij volgens Seleucus ontstond onder invloed van de maan, en dat de hoogte ervan samenhing met de fasen van de maan.
- Système universitaire de documentation: 18182311X
- Virtual International Authority File: 311843995